# Anatolij Stafijewski
Anatolij Nikołajewicz Stafijewski, ros. Стафиевский Анатолий Николаевич (ur. w 1896 na Wołyniu, zm. ?) – rosyjski wojskowy (podpułkownik), emigracyjny działacz monarchistyczny, dowódca jednego z batalionów Rosyjskiej Armii Wyzwoleńczej podczas II wojny światowej.

## Życiorys
Ukończył korpus kadetów, zaś w 1914 r. szkołę kawaleryjską w Jelizawietgradzie. Brał udział w I wojnie światowej. Służył w 7 Pułku Husarzy w stopniu sztabsrotmistrza. Pod koniec 1917 r. uczestniczył w marszu Jassy - Don. Wstąpił do nowo formowanej Armii Ochotniczej gen. Antona I. Denikina. Służył w 2 Oficerskim (Drozdowskim) Pułku Strzeleckim. W połowie listopada 1920 r. wraz z wojskami Białych został ewakuowany z Krymu do Gallipoli, gdzie wszedł w skład 2 Pułku Kawalerii. Na emigracji zamieszkał w Królestwie SHS. W 1925 r. przybył do Francji. Działał w emigracyjnych organizacjach monarchistycznych. Mianowano go podpułkownikiem. Po ataku wojsk niemieckich na ZSRR 22 czerwca 1941 r., przyjechał w 1942 r. wraz z grupą emigrantów rosyjskich do okupowanego Smoleńska. Wszedł w skład jednego z Ostbatalionów. W 1943 r. został ranny podczas walk z Armią Czerwoną. Po wyleczeniu skierowano go do okupowanej Holandii, gdzie objął funkcję komendanta jednej z tamtejszych twierdzy. W 1944 r. został ponownie ranny. Następnie został mianowany dowódcą jednego z Ostbatalionów. Odznaczono go Żelaznym Krzyżem. Po zakończeniu wojny uniknął wydania Sowietom. Wyemigrował do Australii, gdzie należał do rosyjskich organizacji monarchistycznych.